# Severomoravská chata
Severomoravská chata – górskie schronisko turystyczne położone w Jesionikach (Hanušovická vrchovina) w Czechach. Budynek znajduje się na wysokości 848 m n.p.m. poniżej szczytu Pohořelec (851 m n.p.m.), w granicach administracyjnych Małej Morawy. 

## Historia
Pierwszy obiekt turystyczny w tej lokalizacji powstał w 1933 roku i nosił nazwę Nordmährerbaude. Inicjatorami jego budowy byli mieszkańcy Podlesí (ówczesny Grumberg): Raimund Bender, Josef Winter, Ignatz Göttlicher oraz prof. Meixner. Budowa kosztowała 62 000 koron, które pozyskano emitując akcje. W 1943 roku budynek został przejęty przez Morawsko-Śląskie Sudeckie Towarzystwo Górskie (MSSGV) z siedzibą w Jesioniku (niem. Freiwaldau) wraz z dwuhektarową działką. Obiekt miał się stać domem spokojnej starości dla chorych oraz starszych członków stowarzyszenia. W tym celu rozpoczęto jego rozbudowę oraz przystąpiono do wykonania własnej studni. Podczas prac doszło jednak do ich przerwania, a schronisko i jego wyposażenie zostało splądrowane i rozkradzione. Ostateczne rozbudowa nie została zakończona. Ostatnim nadzorcą obiektu w 1945 roku był Josef Rulitschka.
Drewniany budynek spłonął w 1962 roku, a w jego miejscu wybudowano ośrodek wypoczynkowy instytutu badawczego z Brna z przeznaczeniem dla uprawiających sporty zimowe.

## Warunki pobytu
Obecnie schronisko oferuje 100 miejsc noclegowych w 26 pokojach 2, 3 i 5 osobowych, z czego dziesięć posiada własny węzeł sanitarny. W obiekcie znajduje się restauracja.
W 2011 roku obiekt otrzymał prawo używania lokalnego oznaczenia "JESENÍKY originální produkt®". 

## Szlaki turystyczne
- Podlesí st. kol. - Podlesí - Severomoravská chata - węzeł szlaków Svatá Trojice (866 m n.p.m.) - Jeřáb (1003 m n.p.m.) - Šanov - Červená Voda